# La Saga de Magoichi
Pour plus de détails, voir Fiche technique et Distribution.
La Saga de Magoichi (尻啖え孫市, Shirikurae Magoichi) est un film japonais réalisé par Kenji Misumi et sorti en 1969.

## Synopsis
Japon, 1570. Magoichi Sakai se rend à Gifu où réside le daimyo Nobunaga Oda. Il est à la recherche d'une femme dont il est tombé amoureux en ayant aperçu ses pieds mais sans avoir jamais vu son visage. Magoichi pense que celle-ci pourrait être une sœur de Nobunaga Oda. 
Magoichi Sakai est à la tête d'une troupe de 3000 arquebusiers très bien entraînés et affiliés à aucun suzerain. Nobunaga Oda charge Tokichiro Kinoshita de se renseigner sur cet homme excentrique. Il estime que s'adjoindre les services de ses soldats en concluant une alliance serait un atout pour lui permettre de mener à bien ses ambitions de domination territoriale.

## Fiche technique
- Titre : La Saga de Magoichi[1]
- Titre original : 尻啖え孫市 (Shirikurae Magoichi?)
- Réalisation : Kenji Misumi
- Scénario : Ryūzō Kikushima, d'après un roman de Ryōtarō Shiba
- Photographie : Kazuo Miyagawa
- Musique : Masaru Satō
- Décors : Yoshinobu Nishioka (ja)
- Montage : Toshio Taniguchi (ja)
- Producteur : Masaichi Nagata
- Société de production : Daiei
- Pays de production :  Japon
- Langue originale : japonais
- Format : couleur — 2,35:1 — 35 mm
- Genres : chanbara ; jidai-geki
- Durée : 105 minutes[2] (métrage : neuf bobines - 2 864 m[2])
- Dates de sortie :
  - Japon : 13 septembre 1969[2]

## Distribution
- Kinnosuke Nakamura : Magoichi Saika
- Komaki Kurihara : Komichi
- Kōjirō Hongō (ja)
- Katsuo Nakamura : Tokichiro Kinoshita / « Saru »
- Shintarō Katsu : Nobunaga Oda
- Eiko Azusa (ja) : Nene, la femme de Tokichiro
- Yōko Namikawa (ja) : la princesse Kano
- Takashi Shimura : le père de Magoichi
- Shigako Shimegi (ja)
- Ryūtarō Gomi (ja)
- Ryōsuke Kagawa (ja)
- Taketoshi Naitō

## Distinctions
- 1970 : prix Mainichi du meilleur acteur dans un second rôle pour Katsuo Nakamura (conjointement pour D'amour chante mon cœur et Shinsengumi)[3]